# Maison de Lestrade
Pour les articles homonymes, voir Hôtel de Lestrade.
L’hôtel de Lestrade ou maison de Lestrade ou encore maison Mompar est une demeure médiévale (XIIe – XIIIe siècles) située à Viviers (Ardèche). Elle se trouve dans la ville basse sur la place de la République, ancienne place du Marché, que bordent deux autres édifices remarquables : la maison Faugergues et la maison Montargues. Cet hôtel a été la mairie de Viviers pendant près de deux siècles, de 1767 à 1947.

## Description
La maison Lestrade est composée de deux maisons-tours indépendantes construites au XIIe siècle, résidences de nobles ou de bourgeois. La maison-tour située du côté de la place a été construite en premier. Il n'est reste visible sur la façade de la rue du château que le chapiteau d'une fenêtre. De la seconde maison-tour, côté château, il en reste visible, rue du château, la fenêtre jumelée du deuxième étage et des éléments d'une fenêtre jumelée d'angle du premier étage.
Sur la façade de la place de la République, on peut encore voir la trace de fenêtres à croisée et demi-croisée.
Les deux maisons-tours sont réunies dans la première moitié du XVIe siècle en ajoutant un escalier à vis (1563) entre les deux maisons, avec une porte et des fenêtres à meneaux, et réorganisé l'intérieur.

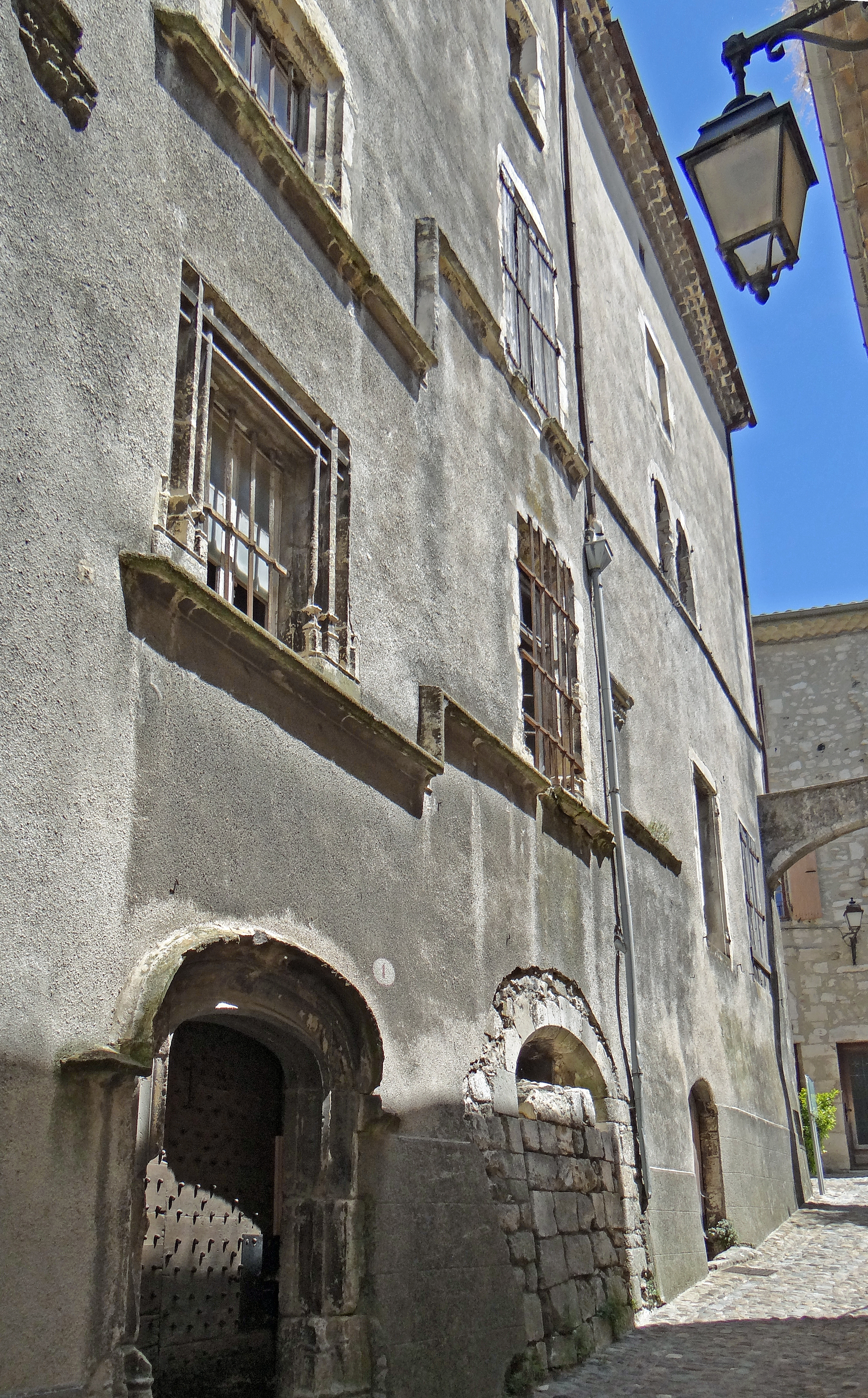
Façade sur la rue du château.
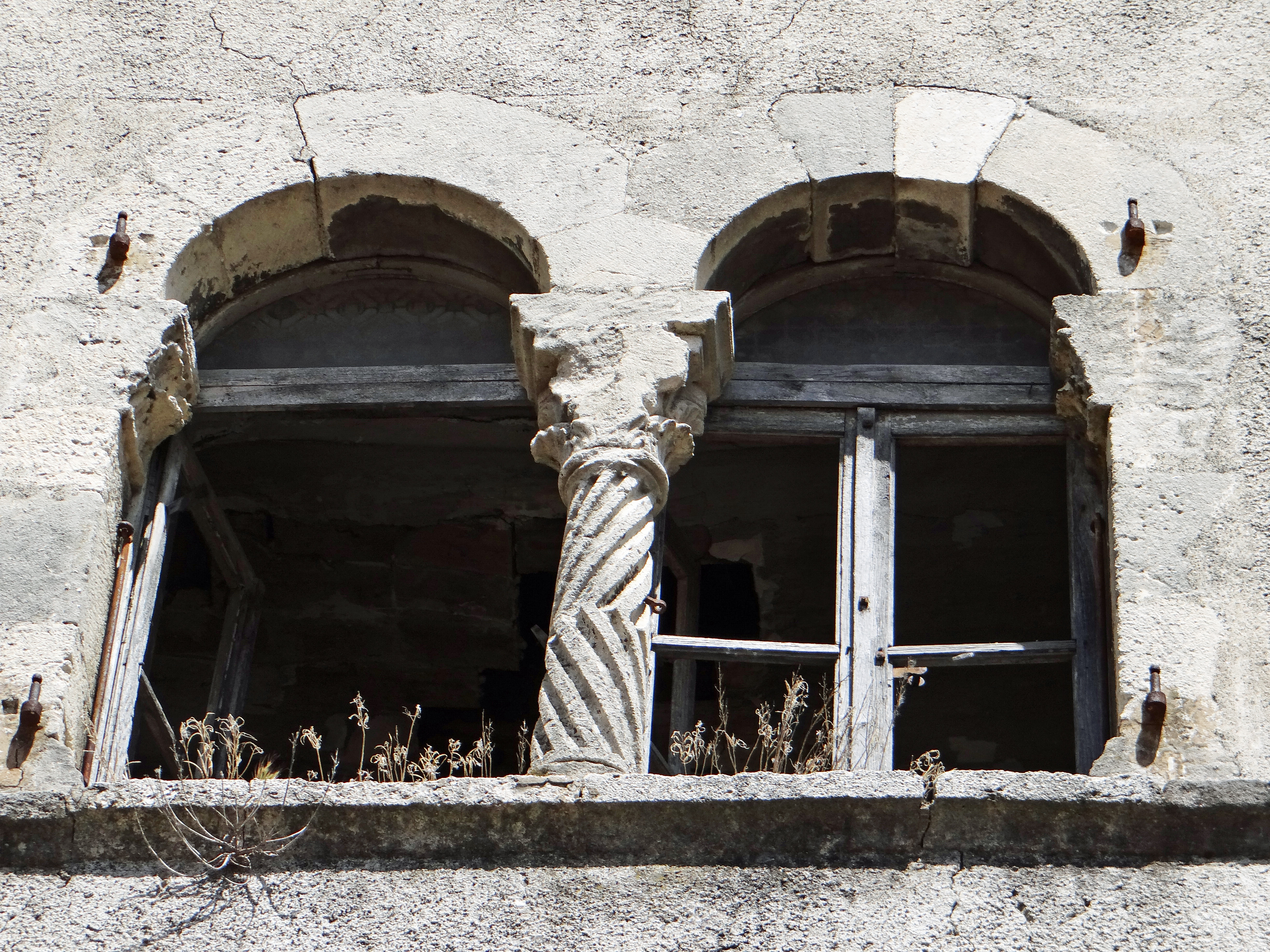
Fenêtre jumelée du deuxième étage de la maison-tour près du château.
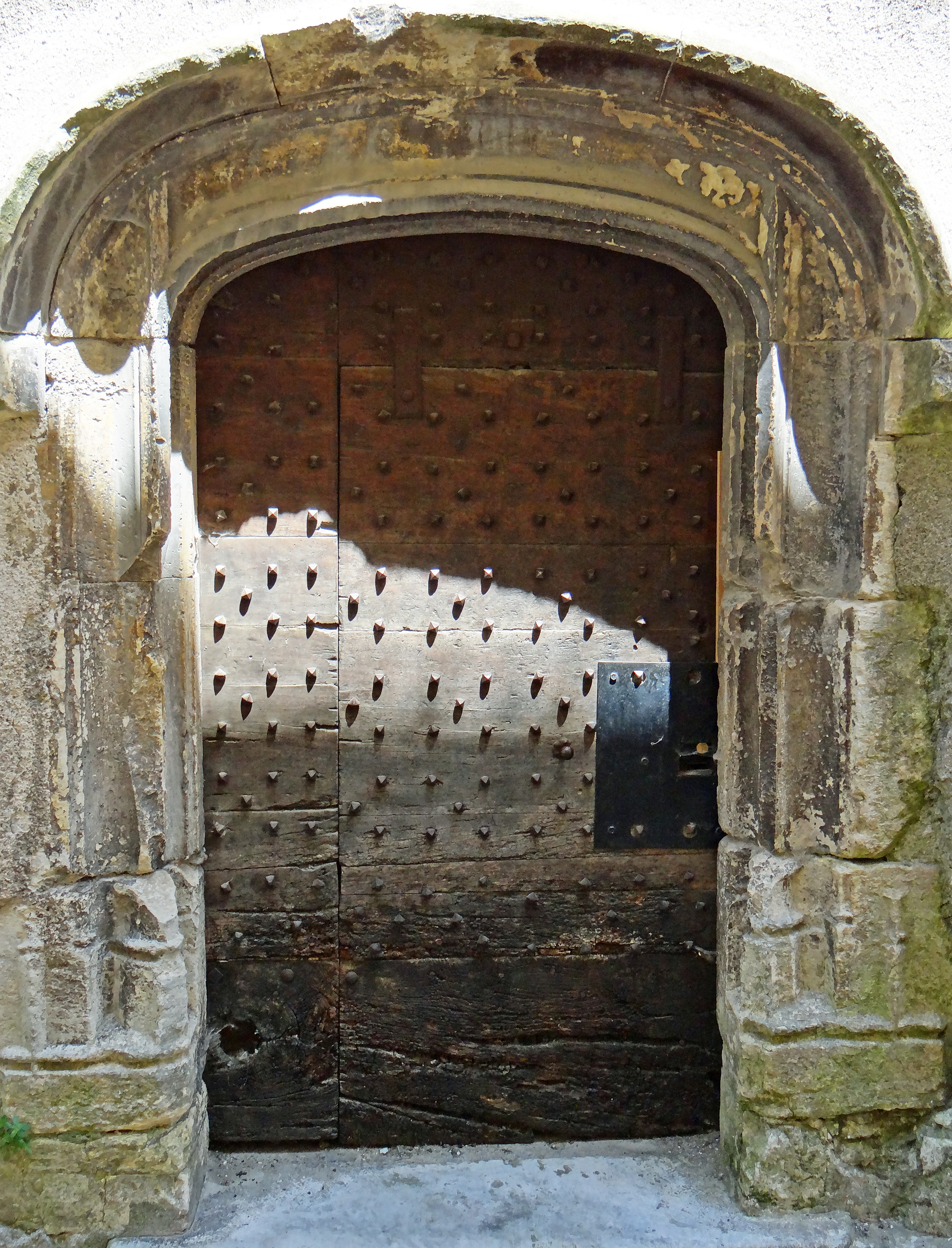
Porte cloutée de l'ancien escalier à vis.

Des travaux sont effectués après l'achat de la demeure par les consuls de Viviers en 1767. La façade sur la place de la République a été mise au goût du jour au XVIIIe siècle. Il en reste un balcon de style Louis XV en fer forgé.
La maison a été inscrite au titre des monuments historiques par un arrêté du 4 janvier 1993.

## Peintures murales
Un ensemble de peintures murales, réalisées vers 1290-1305, a été découvert en 1978 dans la salle principale du premier étage de la maison. Il représente la parabole de l'Enfant prodigue ; alors que ce thème a été souvent choisi par la sculpture de cette époque, il s'agit de la seule représentation peinte. Les peintures sont organisées en tableaux rectangulaires placés entre deux bandes décoratives.